# Chthonius makirina
Espèce
Chthonius makirina est une espèce de pseudoscorpions de la famille des Chthoniidae.

## Distribution
Cette espèce est endémique de Croatie. Elle se rencontre vers Tisno.

## Description
Le mâle holotype mesure 2,18 mm.

## Étymologie
Son nom d'espèce lui a été donné en référence au lieu de sa découverte, Uvala Makirina.

## Publication originale
- Ćurčić, Dimitrijević, Rađa & Milinčić, 2012 : Chthonius (Chthonius) makirina (Chthoniidae, Pseudoscorpiones), a new species from Croatia. Archives of Biological Sciences, vol. 64, no 2, p. 709-714.